# Рива дел По
Рѝва дел По̀ (на италиански: Riva del Po) е община в Северна Италия, провинция Ферара, регион Емилия-Романя. Административен център на общината е градче Бера (Berra), което е разположено на 2 m надморска височина. Населението на общината е 7930 души (към 2019 г.).
Общината е създадена в 1 януари 2019 г. Тя се състои от предшествуващите общини Бера и Ро.